# Dorothy Yeboah-Manu
Dorothy Yeboah-Manu es microbióloga y profesora del Instituto Noguchi Memorial de Investigación Médica de la Universidad de Ghana. Estudia las interacciones y la epidemiología del huésped y el patógeno. Ganó el Premio Royal Society Africa 2018. 

## Traducción
Yeboah-Manu es de Akyem Abuakwa.Completó con un Manster en Biología Molecular Aplicada de Enfermedades Infecciosas en la Escuela de Higiene y Medicina Tropical de Londres.
Yeboah-Manu se unió al Noguchi Memorial Institute for Medical Research como asistente de investigación en 1993. Estudió la seguridad de lacomida callejera en Ghana. Encontraron bacterias mesofílicas en el 69,7% de los alimentos, incluidos los alimentos básicos fufu y omo tuo. Yeboah-Manu fue la primera en describir el polimorfismo en el Mycobacterium ulcerans de un país africano y proporcionar evidencia para restringir el Mycobacterium africanum a África occidental. Completó un doctorado en parasitología médica y biología de infecciones en el Instituto Suizo de Salud Pública y Tropical en 2006.
Recibió una beca de cinco años de Wellcome Trust en 2012, lo que le permitió trabajar en Mycobacterium tuberculosis. Investigó la diversidad genómica y los diferentes perfiles de expresión génica entre Mycobacterium africanum y Mycobacterium tuberculosis. Le preocupa la rápida propagación de la tuberculosis en las zonas urbanas de Ghana.
Está en la Facultad Nacional del Centro de Excelencia del Banco Mundial, financiado por el Centro de África Occidental para la Biología Celular de Patógenos Infecciosos. Es miembro de las juntas de la Unión Internacional contra la Tuberculosis y la Enfermedad Pulmonar, la Red Mundial de Laboratorios de la Organización Mundial de la Salud que confirma la infección por Mycobacterium ulcerans y el Programa Nacional de Control de la Úlcera de Buruli. Es presidenta de la junta asesora del Programa Nacional de Tuberculosis. Es vicepresidenta de la Sociedad Inmunológica de Ghana.
Ha contribuido en dos libros: Hacia un control efectivo de enfermedades en Ghana: implicaciones de investigación y políticas, volumen 1, malaria y volumen 2, otras enfermedades infecciosas y sistemas de salud. Ganó el Premio Royal Society Africa 2018. 